# Bart Schoofs
Bart Schoofs, né le 26 décembre 1969 à Watermael-Boitsfort (province de Brabant), est un dessinateur de presse, illustrateur, musicien et auteur de bande dessinée belge néerlandophone également connu sous le pseudonyme de BRT.

## Biographie

### Jeunesse et formation
Bart Schoofs naît le 26 décembre 1969 à Watermael-Boitsfort, une commune bruxelloise,. Il grandit dans la cité-jardin Floréal.
Grâce à sa grand-mère, il découvre le livre Pol Helpt [« Pol aide »] de Deen Hansen, qui a encore aujourd'hui une grande influence sur son travail. Il est élève à l'athénée royal de Keerbergen. Puis, il étudie les arts appliqués à l'Institut Saint-Luc de Bruxelles de 1988 à 1992. Parmi ses influences graphiques figurent Jeroen de Leijer (nl) et Yslaire. 

### Dessinateur de presse
Il réalise des dessins de presse pour De Besloten Krant, Bill, Zone 5300, Stripburger, Fin de semaine, Stiekem, Veto, De Standaard, De Tijd, Bonanza et Volt. Il réalise également les illustrations des magazines pour enfants Maks! et Yéti. Il est l'un des deux dessinateurs de bandes dessinées flamands présentés dans l'anthologie Comix 2000 publiée par L'Association en 1999. Avec Nix, il travaille sur les gags et les films d'animation de Kinky et Cosy (nl), ainsi que sur la bande dessinée photo loufoque God en Klein Pierke, sur Dieu et son petit frère.
Après plusieurs années d'autoédition de bandes dessinées, l'éditeur Grint publie son premier livre Braaf Varken (Brave cochon) en 2000. Le jeune dessinateur s'installe brièvement à Werchter et puis emménage à Louvain. Depuis 2011, il tient une page hebdomadaire régulière du magazine d'information flamand Knack. Un recueil de ses bandes dessinées intitulé Morgen weer een dag [« Demain est un autre jour »] est publié par Oogachtend en 2013. 
En 2007, il écrit une contribution à Er was geenszins [« Il n'y avait aucun moyen »], un livre de contes de fées absurdes destiné à un public adulte, illustré par Kim Duchateau aux éditions Oogachtend. Ce n'est qu'en 2008 qu'il dessine pour la première fois des illustrations pour un livre pour enfants. Il est surtout connu comme illustrateur pour la série Elvis de draak [« Elvis le dragon »]. En 2008, il dessine le livre pour enfants Elvis de draak (Elvis le dragon). Le petit Elvis y vit toutes sortes d'aventures étranges et rencontre des créatures imaginaires et souvent horribles. Le style de Bart Schoofs est souvent très simple, aussi bien pour les adultes que pour les enfants, mais les images bizarres et l'humour étrange le rendent d'autant plus réel. Dans la série Elvis le dragon, les dessins sont en noir et blanc, mais ses publications en couleur utilisent également peu ou pas d'ombres et de petits dégradés de couleurs, ce qui rend son style très reconnaissable. Il est nommé à plusieurs reprises pour le jury flamand des enfants et des jeunes.
Bart Schoofs publie essentiellement en néerlandais.
Il participe à l'exposition rétrospective La nouvelle BD flamande consacrée à la bande dessinée flamande contemporaine aux côtés des auteurs Brecht Evens, Nix, Pieter De Poortere, Simon Spruyt, Wauter Mannaert, Wide Vercnocke et Judith Vanistendael au Centre belge de la bande dessinée en 2017,,.
En outre, il illustre différentes pochettes de CD et il est également musicien, il est le bassiste du groupe Banger Pet Band.

### Vie privée
Il vit à Kessel-Lo.

## Œuvres

### Albums de bande dessinée
- 2. Sinus, Rhodium révulsif, décembre 1997
Scénario et couleurs : Matthias Lehmann - Dessin : Collectif dont Bart Schoofs,Format comics.
- 9. Frigobox 9 - White spirit, marché rose et ballets noirs, Fréon, Bruxelles, 1998
Scénario : Collectif - Dessin : Collectif dont Bart Schoofs - Couleurs : quadrichromie -  (ISBN 2-930204-13-3),Format comics.
- Comix 2000, L'Association, décembre 1999
Scénario : Collectif - Dessin : Collectif dont Bart Schoofs - Couleurs : noir et blanc -  (ISBN 284414022X)

### Expositions collectives
- La nouvelle BD flamande, Centre belge de la bande dessinée, Bruxelles, du 19 septembre 2017 au 3 juin 2018[8].
- L'Art de la BD, exposition permanente du Centre belge de la bande dessinée, présente des planches de Bart Schoofs[12].

## Réception

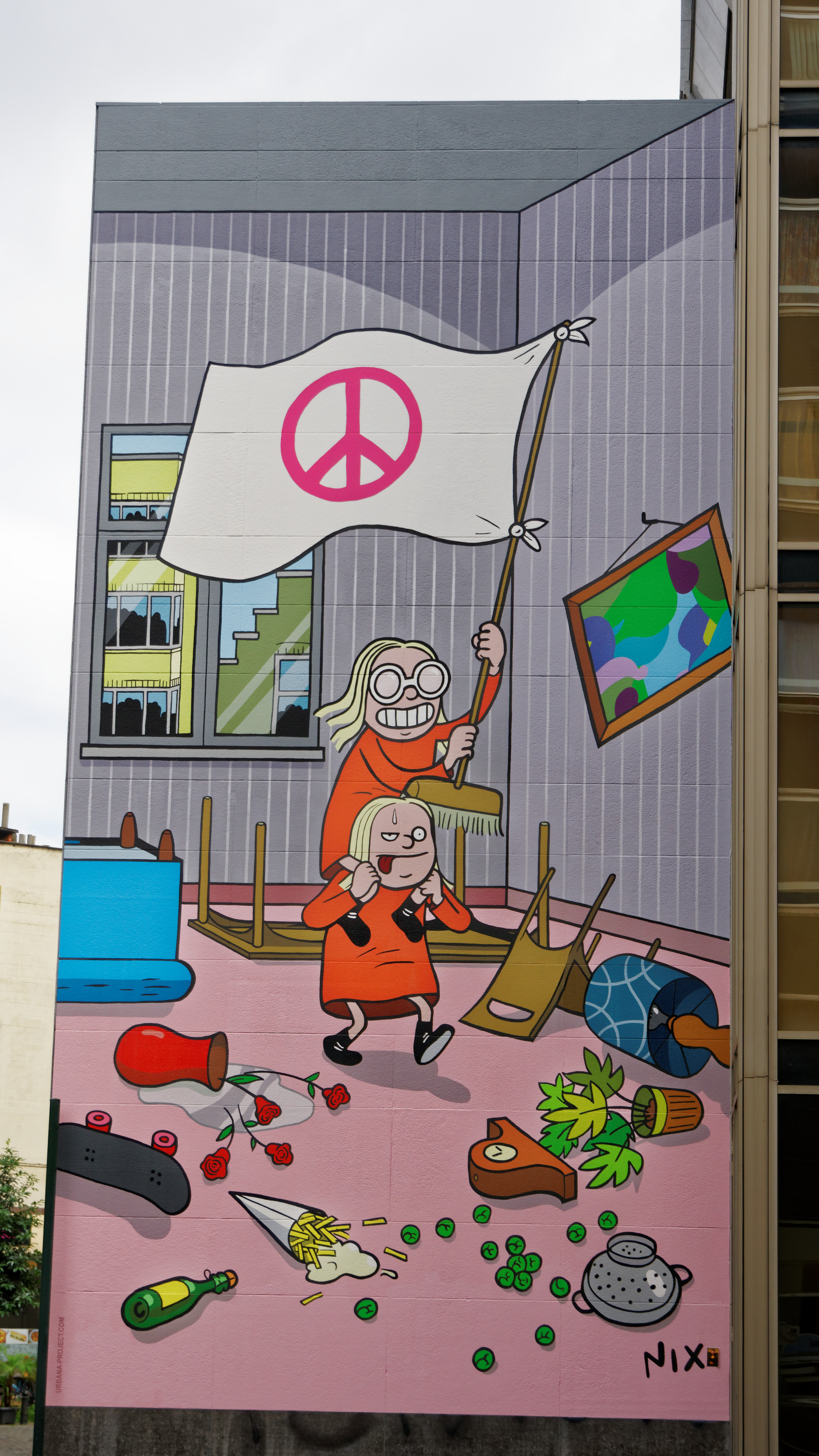
Fresque murale Kinky et Cosy sèment la pagaille, rue de la gouttière à Bruxelles.

### Reconnaissance
- Fresque murale Kinky et Cosy sèment la pagaille rue de la gouttière à Bruxelles, inaugurée le 22 juin 2016, d'une superficie de 54 m2 et réalisée par Urbana[13]. Elle fait partie du parcours BD de Bruxelles.

#### Livres
- Pascal Lefèvre et Patrick Van Gompel, La Nouvelle BD flamande, Berchem, Fonds flamand des lettres, 2003, 56 p., ill. ; 17 cm (OCLC 902348799, présentation en ligne).